# Roofman
Roofman is een toekomstige Amerikaanse biografische misdaadfilm, geregisseerd en mede geschreven door Derek Cianfrance. De hoofdrollen worden vertolkt door Channing Tatum, Kirsten Dunst, Ben Mendelsohn, Lakeith Stanfield, Juno Temple, Uzo Aduba, Jimmy O. Yang en Peter Dinklage.

## Verhaal
De film vertelt het waargebeurde verhaal van de voortvluchtige Jeffrey Manchester, een voormalig reserveofficier van het Amerikaanse leger, die in de volksmond "Roofman" werd genoemd omdat hij McDonald's-filialen beroofde nadat hij via het dak binnenkwam. Nadat hij ontsnapte uit de gevangenis ontkwam hij maandenlang aan een arrestatie door zich te verstoppen in de muur van een Toys "R" Us-winkel.

## Rolverdeling
| Acteur            | Personage           |
| ----------------- | ------------------- |
| Channing Tatum    | Jeffrey Manchester  |
| Kirsten Dunst     | Leigh Wainscott     |
| Ben Mendelsohn    | Ron Smith           |
| Lakeith Stanfield |                     |
| Juno Temple       | Jeffs friend        |
| Uzo Aduba         |                     |
| Jimmy O. Yang     |                     |
| Peter Dinklage    | manager Toys "R" Us |

## Productie
Het filmproject werd in februari 2024 aangekondigd met Derek Cianfrance als regisseur op basis van een script dat hij samen met Kirt Gunn schreef. Het scenario was gebaseerd op een eerder script van David Stephens en Peter Petrucci. Channing Tatum speelt "Roofman". Dylan Sellers en Chris Parker produceren de film via het productiebedrijf Limelight samen met Jamie Patricof en Lynette Howell Taylor. Ben Mendelsohn en Kirsten Dunst voegden zich in september 2024 bij de cast. In oktober 2024 verwierf Miramax de distributierechten voor het project, waarbij moederbedrijf Paramount Pictures namens Miramax de film distribueert in de Verenigde Staten en het Verenigd Koninkrijk.

### Filmopnames
De filmopnames gingen op 24 oktober 2024 van start in Gastonia (North Carolina) en werden afgerond op 12 december 2024. Cameraman Andrij Parekh schoot de film op 35mm-film, het was zijn tweede samenwerking met Cianfrance. Er werd onder andere gefilmd in Freedom Park, Mecklenburg County Jail North en het gerechtsgebouw van Gaston County.

## Release
Roofman zal op 6 september 2025 in première gaan op het Internationaal filmfestival van Toronto.